# ميس قصير الساق
ميس قصير الساق (الاسم العلمي: Celtis brevipes) هو نوع نباتي يتبع جنس الميس من فصيلة القنبية.